# Senegal en los Juegos Olímpicos de Pekín 2008
Senegal estuvo representado en los Juegos Olímpicos de Pekín 2008 por un total de 15 deportistas, 8 hombres y 7 mujeres, que compitieron en 7 deportes.
La portadora de la bandera en la ceremonia de apertura fue la practicante de taekwondo Bineta Diedhiou. El equipo olímpico senegalés no obtuvo ninguna medalla en estos Juegos.